# Zappos
Zappos.com é um varejista online americano de calçados e roupas com sede em Las Vegas, Nevada, Estados Unidos. A empresa foi fundada em 1999 por Nick Swinmurn e lançada sob o nome de domínio Shoesite.com. Em julho de 2009, a Amazon adquiriu a Zappos em um negócio de ações no valor de cerca de 1,2 bilhão de dólares na época. A Amazon comprou todas as ações em circulação e garantias da Zappos para dez milhões de ações ordinárias da Amazon e forneceu quarenta milhões de dólares em dinheiro e ações restritas para os funcionários da Zappos.

## Reconhecimento
A Zappos foi classificada em 23.º lugar na lista das "100 Melhores Empresas para Trabalhar" da revista Fortune em 2009, 15.º em 2010, 6.º em 2011, caindo ligeiramente para 11.º em 2012.